# Lac Allemand
Der Lac Allemand ist ein See im Norden der Ungava-Halbinsel in der kanadischen Provinz Québec.

## Lage
Der Lac Allemand befindet sich in Nunavik, das Teil der Verwaltungsregion Nord-du-Québec ist. Der See liegt 10 km westlich des Lac Péloquin und 70 km westlich vom Lac Nantais. Er befindet sich im Bereich des Kanadischen Schildes auf einer Höhe von 196 m. Er wird vom Rivière de Puvirnituq in südlicher Richtung durchflossen. Der Lac Allemand hat eine Wasserfläche von etwa 95 km², eine maximale Längsausdehnung in Nord-Süd-Richtung von 17,7 km sowie eine maximale Breite von 7 km.

## Etymologie
Der See wurde nach dem Kartografen Pierre Allemand (1662?–1691) benannt.